# Prémio Léon-Gérin

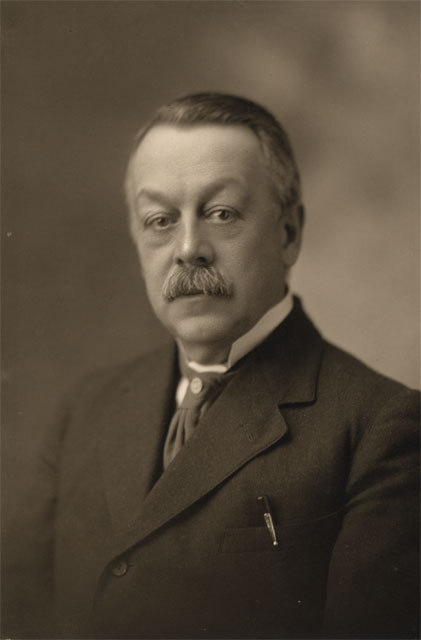
Léon Gérin

O Prémio Léon-Gérin (em francês:  Prix Léon-Gérin) é um galardão atribuído pelo Governo do Quebec e faz parte do Prix du Québec.
Este prémio criado em 1977, foi criado em homenagem a Léon Gérin (1863 - 1951) e distingue os investigadores que se notabilizaram no domínio das ciências humanas e sociais.

## Laureados[2]
- 1977 - Léon Dion
- 1978 - Marcel Rioux
- 1979 - Noël Mailloux
- 1980 - François-Albert Angers
- 1981 - Benoît Lacroix
- 1982 - Jacques Henripin
- 1983 - Michel Brunet
- 1984 - Jean-Charles Falardeau
- 1985 - Albert Faucher
- 1986 - Adrien Pinard
- 1987 - Louis-Edmond Hamelin
- 1988 - Thérèse Gouin Décarie
- 1989 - Gérard Bergeron
- 1990 - Fernand Dumont
- 1991 - Bruce Graham Trigger
- 1992 - Charles Taylor
- 1993 - Gérard Bouchard
- 1994 - Jean-Jacques Nattiez
- 1995 - Guy Rocher
- 1996 - Henry Mintzberg
- 1998 - Vincent Lemieux
- 1998 - Margaret Lock
- 1999 - Marcel Dagenais
- 2000 - Michael Brecher
- 2001 - Marcel Trudel
- 2002 - Paul-André Crépeau
- 2003 - Andrée Lajoie
- 2004 - Henri Dorion
- 2005 - Marc Angenot
- 2006 - H. Patrick Glenn
- 2007 - Richard Tremblay
- 2008 - Jean-Marie Dufour
- 2009 - Gilles Bibeau
- 2010 - Nancy J. Adler
- 2011 - Paul-André Crépeau
- 2012 - Paul-André Linteau
- 2013 - Marcel Fournier
- 2014 - Marc Le Blanc
- 2015 - Marcel Boyer
- 2016 : John A. Hall
- 2017 : André Gaudreault
- 2018 : Yves Gingras
- 2019 : Claudia Mitchell
- 2020 : Charles Morin
- 2021 : André Blais
- 2022 : Gérard Duhaime
- 2023 : Jane Jenson
- 2024 : Robert J. Vallerand